# Ryota Morioka
Ryota Morioka (森岡 亮太 Morioka Ryōta?), född 12 april 1991, är en japansk fotbollsspelare som spelar för Anderlecht.
Morioka debuterade för Japans landslag den 5 september 2014 i en 2–0-förlust mot Uruguay.